# 4092-es busz
A 4092-es jelzésű autóbuszvonal Edelény és Szendrő környékének egyik helyközi járata, amelyet a Volánbusz Zrt. üzemeltet a két város között Balajt, Ládbesenyő, Abod és Galvács érintésével.

## Közlekedése
Edelény autóbusz állomásáról indul. A 27-es főúton halad Szendrő felé az abodi elágazásig, ahol a község felé fordul, azon halad tovább, majd mielőtt Ládbesenyőre érne, Balajt zsákfaluba is betér. Andrástanyán túl Abod található, azt követően Galvács, mely vonalközi végállomás – a legtöbb járat Galvács és Szendrő között közlekedik. Mindössze 3 és fél kilométer van a két település közt, Szendrő városában a Fő tér megálló a végállomása.
Indításszáma Szendrő és Galvács közt is alacsony, a két város közt tanítási napokon 1 pár, tanítási szünetben munkanapokon 2 Szendrőbe, 1 Edelénybe. Alternatíva a 27-es főúton haladó vonalak vagy a vasút. Visszafelé útvonala változatlan.

## Megállóhelyei
| 0                                                                     | Edelény, autóbusz-állomás végállomás  | 0.0 km  | 3703, 3704, 3707, 3708, 3709, 3711, 3713, 3772, 3774, 3775, 3776, 3793, 3795, 4040, 4041, 4043, 4044, 4093, 4094 |
| 1                                                                     | Edelény, Borsodi utca 70.             | 0.9 km  | 3703, 3704, 3707, 3708, 3709, 3775, 3776, 3793, 3795, 4040, 4041, 4043, 4093, 4094 Edelény [94.]                 |
| 2                                                                     | Edelény, Borsodi iskola               | 1.7 km  | 3703, 3704, 3707, 3708, 3709, 3775, 3776, 3793, 3795, 4041, 4043, 4093                                           |
| 3                                                                     | Balajti elágazás                      | 3.3 km  | 3776, 3795, 4043                                                                                                 |
| 4                                                                     | Istenhegyi dűlő                       | 4.0 km  | 3776, 3795, 4043                                                                                                 |
| 5                                                                     | Balajt, faluvég                       | 5.2 km  | 3776, 3795, 4043                                                                                                 |
| 6                                                                     | Balajt, autóbusz-váróterem            | 5.7 km  | 3776, 3795, 4043                                                                                                 |
| 7                                                                     | Balajt, faluvég                       | 6.2 km  | 3776, 3795, 4043                                                                                                 |
| 8                                                                     | Istenhegyi dűlő                       | 7.4 km  | 3776, 3795, 4043                                                                                                 |
| 9                                                                     | Balajti elágazás                      | 8.1 km  | 3776, 3795, 4043                                                                                                 |
| 10                                                                    | Ládbesenyő, Rákóczi utca 19.          | 11.7 km | 4043 |
| 11                                                                    | Ládbesenyő, autóbusz-váróterem        | 12.3 km | 4043 |
| 12                                                                    | Ládbesenyő, községháza                | 12.6 km | 4043 |
| 13                                                                    | Ládbesenyő, Andrástanya               | 15.5 km | 4043 |
| 14                                                                    | Abod, községháza                      | 20.5 km | 4043 |
| 15                                                                    | Királykúti elágazás                   | 22.4 km | 4043 |
| 16                                                                    | Galvács, templom vonalközi végállomás | 26.4 km | – |
| Tanítási napokon 2; tanítási szünetben munkanapokon 3 indítás érinti. |                                       |         | |
| 17                                                                    | Galvács, újtelep                      | 26.8 km | – |
| 18                                                                    | Szendrő, galvácsi elágazás            | 31.3 km | 3703, 3704, 3707, 3708, 3709, 3775, 3793, 4041, 4081, 4082, 4083, 4084, 4093, 4120                               |
| 19                                                                    | Szendrő, Fő tér végállomás            | 31.7 km | 3703, 3704, 3707, 3708, 3709, 3775, 3793, 4041, 4081, 4082, 4083, 4084, 4093, 4120                               |